# Аш (бог)
Аш (егип. 3š) — в египетской мифологии — архаическое божество, правившее Ливийской пустыней, один из древнейших богов. Почитался также у ливийцев.
Священной птицей Аша считался сокол. Традиционно изображался в виде человека с головой сокола и торчащим на ней пером, что восходит к внешнему виду ливийских лучников, носивших сходный головной убор. Будучи одним из наиболее ранних богов, Аш постепенно терял известность, и после нашествия гиксосов был окончательно вытеснен в качестве покровителя Ливийской пустыни другими пустынными богами — Ха (олицетворение Ливийской пустыни) и особенно Сетом, с которыми Аш был отождествлён.